# Lagynochthonius longedentatus
Espèce
Lagynochthonius longedentatus est une espèce de pseudoscorpions de la famille des Chthoniidae.

## Distribution
Cette espèce est endémique du Guizhou en Chine. Elle se rencontre dans le xian de Ceheng dans la grotte  Hongbaituo.

## Description
Le mâle holotype mesure 1,42 mm et la femelle paratype 1,59 mm.

## Systématique et taxinomie
Cette espèce a été décrite par Hou, Feng et Zhang en 2023.

## Publication originale
- Hou, Feng & Zhang, 2023 : « New cave-dwelling pseudoscorpions of the genus Lagynochthonius (Pseudoscorpiones, Chthoniidae) from Guizhou in China. » Zootaxa, no 5309(1), p. 1-64.